# Pittosporum lenticellatum
Pittosporum lenticellatum är en tvåhjärtbladig växtart som beskrevs av Woon Young Chun, Hua Peng och Y. F. Deng. Pittosporum lenticellatum ingår i släktet Pittosporum och familjen Pittosporaceae. Inga underarter finns listade.